# 저격자 (2002년 영화)
《저격자》(영어: Liberty Stands Still)는 2002년 개봉한 캐나다와 독일의 범죄 스릴러 드라마 영화이다.

## 출연진
- 웨슬리 스나이프스
- 린다 피오렌티노
- 올리버 플랫
- 마틴 커민스
- 하트 보크너
- 이언 트레이시
- 로저 크로스
- 테리 천
- 타니아 앨런
- 조너선 스카프
- 코너 위도스

## 기타 제작진
- 배역: 코린 메이어스, 하이키 브랜드스태터
- 미술: 키스 브라이언 번스
- 의상: 얼리사 크로스트